# Pionki
Pionki è una città polacca del distretto di Radom nel voivodato della Masovia.
Ricopre una superficie di 18,34 km² e nel 2004 contava 20 063 abitanti.